# Tritoma aulica
Tritoma aulica är en skalbaggsart som först beskrevs av Horn 1871.  Tritoma aulica ingår i släktet Tritoma och familjen trädsvampbaggar. Inga underarter finns listade i Catalogue of Life.